# Leucania leucosphaenoides
Leucania leucosphaenoides är en fjärilsart som beskrevs av Emilio Berio 1962. Leucania leucosphaenoides ingår i släktet Leucania och familjen nattflyn. Inga underarter finns listade i Catalogue of Life.